# Clitocybe odora
Clitocybe odora, hay còn được biết đến với tên nấm phễu mùi hồi, là loại nấm mọc gần các cây rụng lá và cây lá kim. Chúng có thể được tìm thấy mọc thành từng nhóm nhỏ dọc theo rễ cây. Loại nấm này có thể ăn được nhưng một số nhà chuyên gia săn nấm đã lưu ý rằng nên tránh ăn các mẫu nấm non vì có thể bị nhầm lẫn với nấm Stropharia aeruginosa, một loài nấm độc. Loài nấm này dễ nhận biết nhờ mùi đặc trưng rất đậm giống mùi hồi và chúng có màu lam sáng, ngả sang màu lục xám khi già. Mùi hồi của chúng được tạo nên từ p-anisaldehyde và một lượng nhỏ benzaldehyde.

## Phân loại
Chúng được mô tả lần đầu tiên bởi nhà nghiên cứu nấm người Pháp Jean Baptiste Francois Pierre Bulliard (1742–1793). Tên gọi của loài này theo tiếng Latinh có nghĩa là "thơm".

## Mô tả
Nấm non ở loài này sẽ có màu xanh lam nhạt trên mũ nấm và chúng sẽ chuyển dần sang màu xám theo độ tuổi. Lá tia và cuống nấm có màu trắng và không có vòng.
Nấm trưởng thành sẽ có màu xanh lam-xanh lục, giống hoa và có mũ hình cốc; lá tia nấm có màu trắng kem hoặc phản chiếu màu xanh lam của mũ nấm. Bề mặt của mũ nấm có cảm giác thô ráp. Thân dày, mang không có vòng nhưng có vân, màu vàng nhạt. Những nấm non sẽ có mũ hình chuông với màu xanh lam nhạt hoặc xanh băng giá. Lá tia và thân có màu trắng hoặc hơi xanh. Chúng có mùi hương nồng và vị của hồi do đó chúng còn được gọi là nấm phễu mùi hồi.
Loại nấm này còn có một dạng màu trắng (Clitocybe odora var.alba Lange) cũng có mùi nồng tương tự.

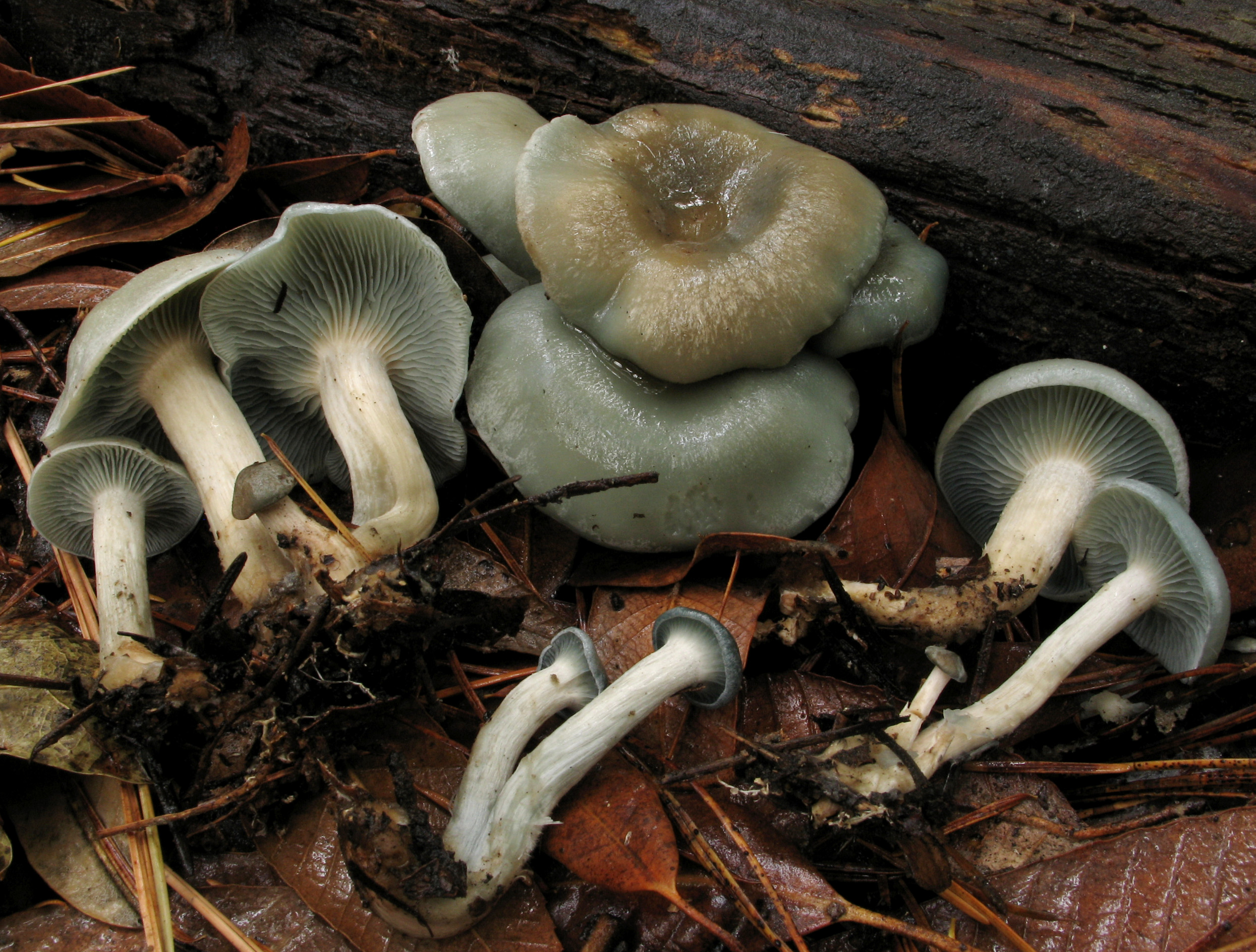
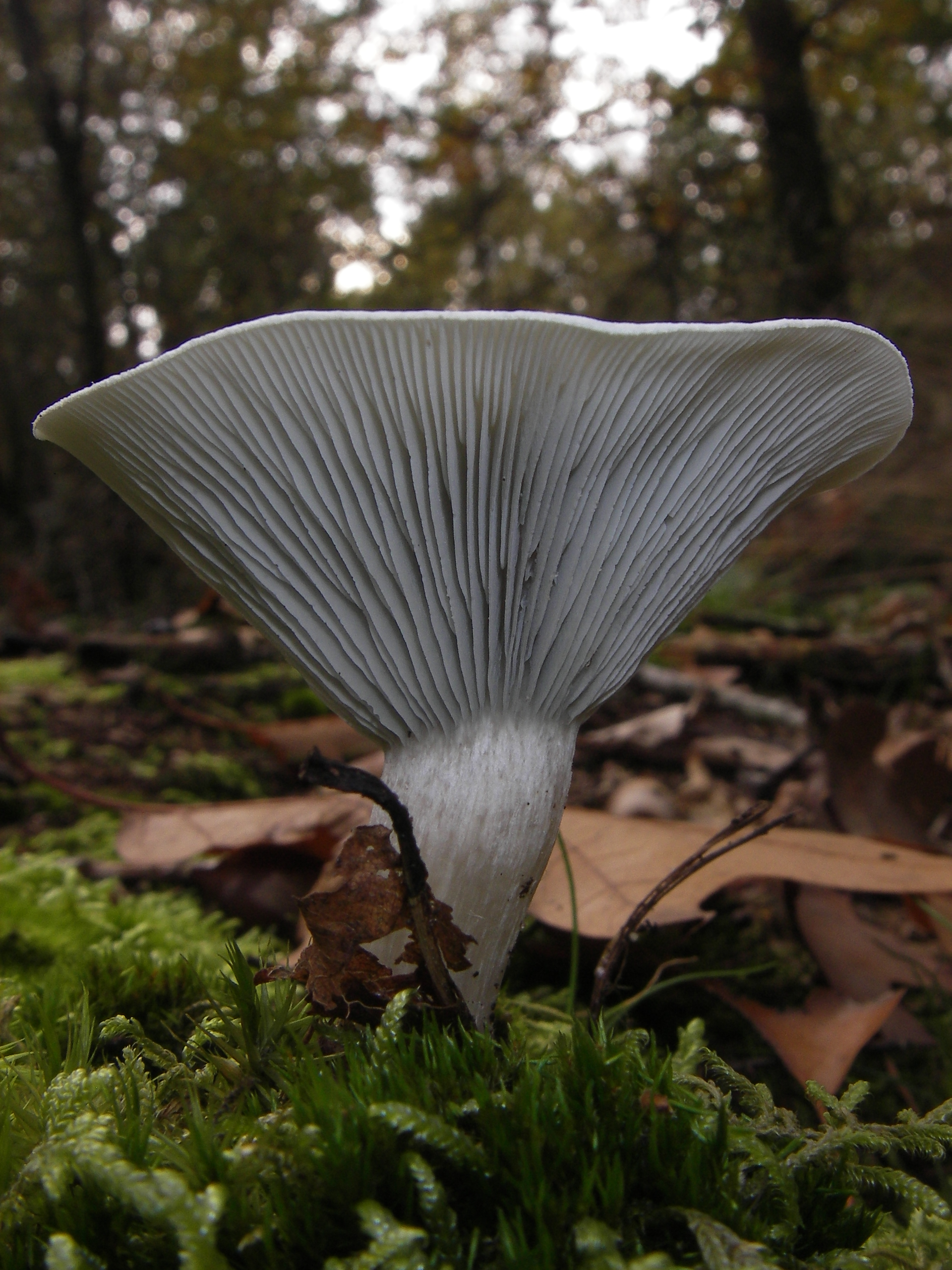
Lá tia và cuống của nấm
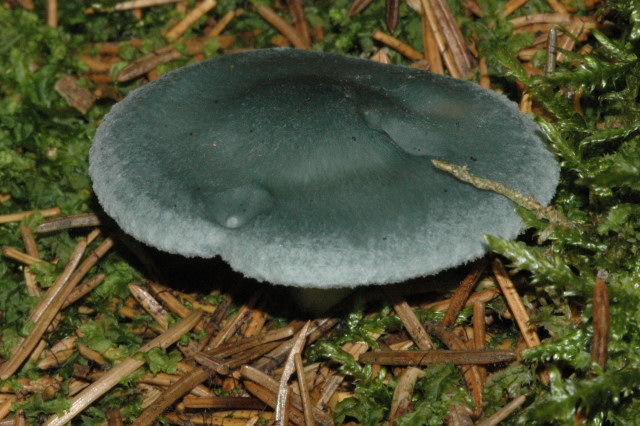
Tai nấm
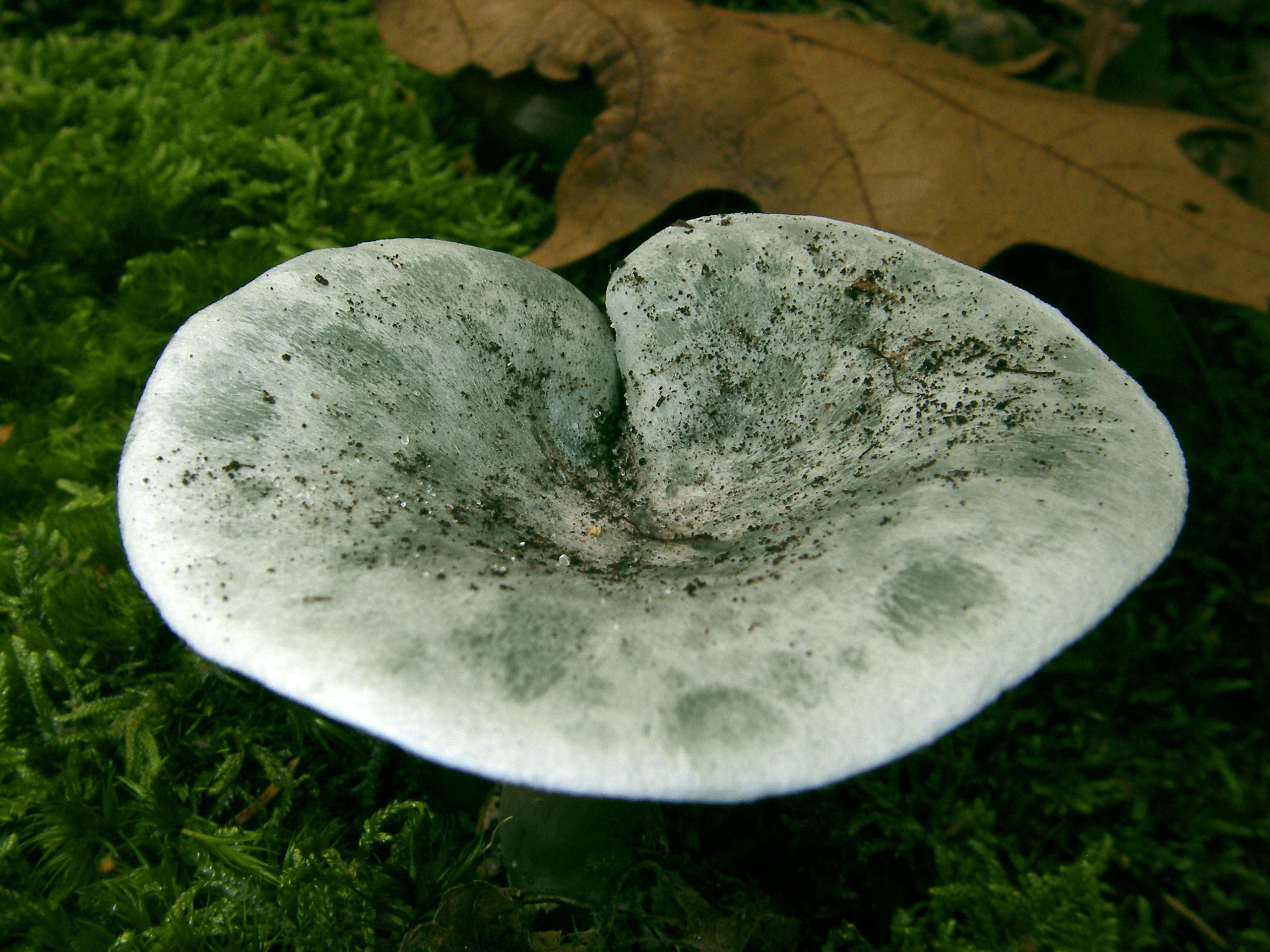
Tai nấm
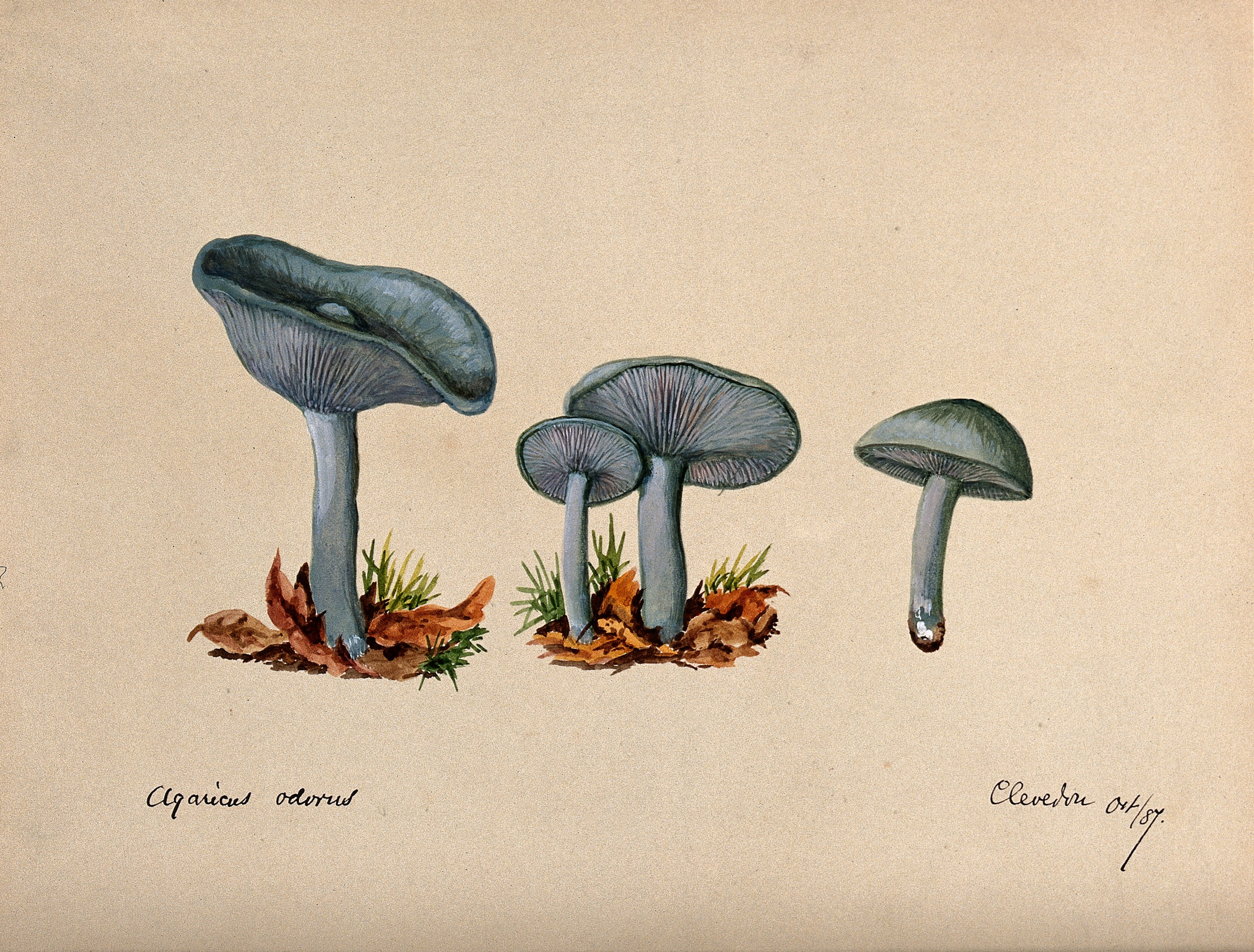
Bốn thể quả của Clitocybe odora. Tranh màu nước, 1887. Iconographic Collections

## Phân bố và sinh sống
Nấm phễu mùi hồi có thể được tìm thấy trên cả cây rụng lá và cây lá kim, chúng xuất hiện phổ biến ở các vùng ôn đới của Châu Á, Châu Âu và Bắc Mỹ. Ở Bờ Đông của Bắc Mỹ, chúng ưa sinh sôi ở rừng sồi nhưng cũng xuất hiện nhiều trong các khu rừng lá kim ở vùng Tây Bắc Thái Bình Dương.

## Khả năng ăn được
Mũ nấm có thể sấy khô và được sử dụng như một loại gia vị hoặc có thể dùng tươi để làm hương liệu. Những thợ săn nấm thường chọn những nấm trưởng thành vì những nấm non có thể bị nhầm lẫn với một số loại nấm độc tương tự mọc cùng. Mọi phần của nấm nên được kiểm tra trước khi thu hái về bàn ăn. Ngoài ra, cũng cần kiểm tra thân cây và mũ nấm xem có ấu trùng ruồi hay không. Một số hướng dẫn viên sẽ khuyên bạn nên tránh ăn loài này.